# 陳士杰
陳 士杰（ちん しけつ、Chén Shìjié、1824年 - 1892年）は、清末の官僚。字は俊丞。湖南省桂陽県出身。
1849年に抜貢となり、戸部に出仕する。父の死で郷里に帰ったところ、太平天国の乱に呼応して土匪が蜂起したため、団練を率いてこれを平定した。その後、衡州で湘軍に入り、太平天国軍の西征の際には曽国藩の危急を救っている。1855年、永桂・桂陽の土匪が蜂起したと聞き、郷里に戻り団練の組織に専念した。郴州が陥落すると軍を率いて奪回し、団練の組織を改め広武軍と称した。
広武軍は郴州・永桂・桂陽周辺の防衛にあたり、太平天国を離脱した石達開が攻め込んできた時も撃退に成功し、知府に抜擢された。1862年、曽国藩の推薦で江蘇按察使となった。その後、山東按察使となるが、1871年に母の死で故郷に帰った。1881年、台湾防衛のために福建布政使に昇進し、翌年には浙江巡撫となった。在任中には鎮海笠山港と定海乍浦の砲台の増築を行っている。1883年、山東巡撫に転任し呉大澂とともに沿岸の防衛の強化にあたった。